# Zamora de Hidalgo
Zamora de Hidalgo est une ville de l'État de Michoacán au Mexique.
Elle comprend un important édifice religieux, le sanctuaire diocésain Notre-Dame-de-Guadalupe.

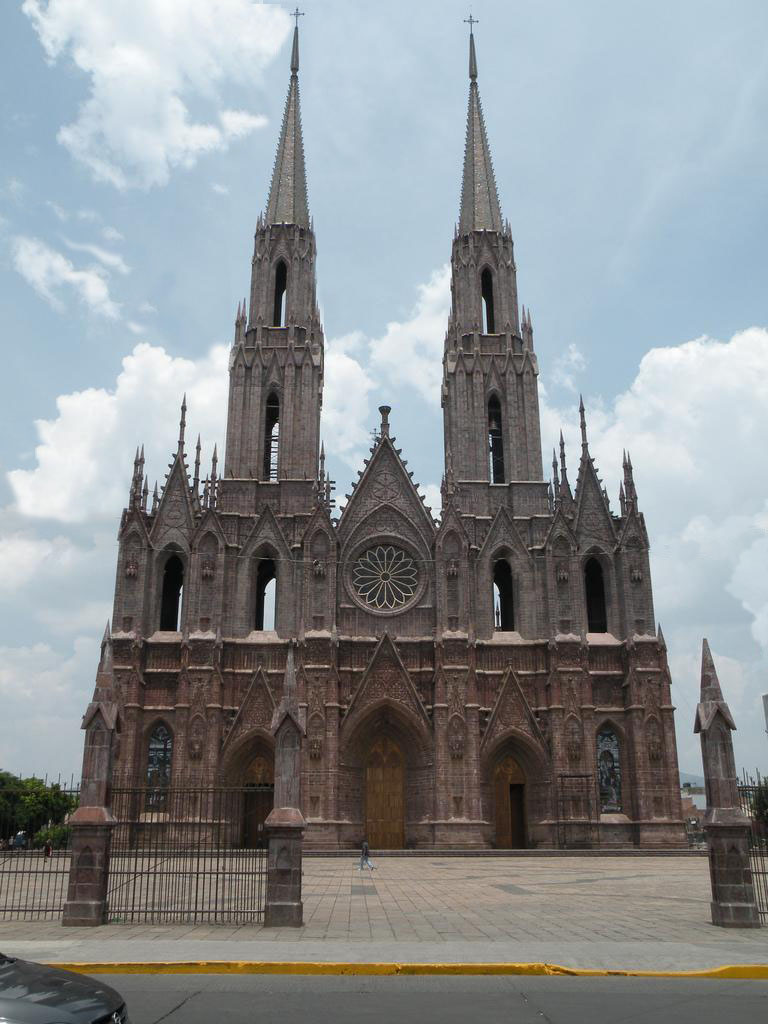
Sanctuaire Diocésain de Notre-Dame de Guadalupe